# Aeroportul Municipal Magnolia
Aeroportul Municipal Magnolia (IATA: AGO, ICAO: KAGO, FAA LID: AGO) este un aeroport din Arkansas, Statele Unite ale Americii ce deservește zona Magnolia⁠(d). A fost numit după zona deservită.
Situat la o altitudine de 97 m, aeroportul dispune de 1 pistă.

## Infrastructură

### Piste
Aeroportul dispune de o singură pistă. Pista 18/36 are suprafața de asfalt și dimensiunile 5.007 picioare × 100 picioare. 